# 237 v.Chr.
Het jaar 237 v.Chr. is een jaartal volgens de christelijke jaartelling.

## Gebeurtenissen

### Egypte
- 6 maart - Ptolemaeus III Euergetes vaardigt het decreet van Canopus uit. Hiermee wordt onder andere een schrikkeldag ingesteld.
- Ptolemaeus III laat de Tempel van Horus (Edfu) bouwen. De tempel bestaat uit een indrukwekkende pyloon met bas-reliëfen van o.a. de valkgod Horus.

### Carthago
- Hamilcar Barkas landt met een Carthaags expeditieleger aan de oostkust van het Iberische schiereiland (Spanje), de Carthagers bezetten de goud- en zilvermijnen. Hij wordt op de reis vergezeld door zijn 9-jarige zoon Hannibal Barkas.